# Гастон Глок
Гастон Гельмут Глок (нім. Gaston Hellmut Glock), (19 липня 1929 — 27 грудня 2023) — австрійський інженер та засновник збройної компанії Glock.
У 2012 році було видано книгу під назвою Glock: The Rise of America's Gun, де описано життя Гастона Глока та його компанії.

## Виробництво
Глок починав, як виробник карнизів і ножів для австрійських військових. До 52 років він не займався розробкою та виробництвом ручної зброї. Завдяки своїм попереднім комерційним підприємствам він став експертом з полімерів.
В 1980 році він придбав ливарну машину для виробництва руків'їв та піхв для польових ножів, які він робив для австрійської армії в своїй майстерні, в гаражі. Його перші працівники займалися виробництвом камер і були експертами у виробництві полімерних компонентів. Свій перший пістолет він розробив за рік і подав заявку на австрійський патент в квітні 1981 на пістолет, який отримав назву Glock 17.

## Особисте життя
Глок одружився з Хельгою Глок в 1958 році, а в 1963 році вони створили родинний бізнес. Вони розлучилися в 2011 році і відтоді триває судовий процес.
Глок підтримував різні благодійні організації в Австрії, пожертвувавши їм понад мільйон євро.

## Спроба вбивства
В липні 1999 року податковий радник Глока Чарльз Еверт найняв французького найманця, щоб той вбив Глока молотком на парковці, щоб приховати розкрадання мільйонів компанії Глок. Хоча Глок і отримав сім ударів по голові і втратив літр крові, він зміг вдарити вбивцю двічі. Найманця, 67-річного Жака Печера, було засуджено до 17 років позбавлення волі. Чарльз Еверт був засуджений до 20 років в результаті свідчень Печера.
Помер 27 грудня 2023 року у віці 94 років.